# Gunnar Andreassen
Gunnar Andreassen (ur. 5 stycznia 1913 we Fredrikstad  – zm. 23 lipca 2002) – piłkarz norweski grający na pozycji pomocnika. W swojej karierze rozegrał 2 mecze w reprezentacji Norwegii.

## Kariera klubowa
Przez całą swoją karierę piłkarską Andreassen grał w klubie Fredrikstad FK. Wraz z Fredrikstad wywalczył trzy mistrzostwa Norwegii w sezonach 1937/1938, 1938/1939 i 1948/1949. Zdobył też pięć Pucharów Norwegii w latach 1935, 1936, 1938, 1940 i 1950.

## Kariera reprezentacyjna
W reprezentacji Norwegii Andreassen zadebiutował 17 września 1939 roku w przegranym 2:3 meczu Mistrzostw Nordyckich ze Szwecją, rozegranym w Oslo. Wcześniej, w 1938 roku, został powołany do kadry na mistrzostwa świata we Francji, jednak nie wystąpił na nich ani razu. Od 1939 do 1945 roku rozegrał w kadrze narodowej 2 mecze.